# Društvo za kognitivno znanost
Društvo za kognitivno znanost (kratica DKZ), je slovensko društvo, katerega namen je koordinacija raziskovalnega dela in sodelovanja ter organizacija konferenc, seminarjev in posvetovanj s področja kognitivne znanosti. 
Društvo je bilo ustanovljeno leta 1997. Ustanovitelja sta bila prvi predsednik prof. dr. Matjaž Gams in prvi tajnik dr. Mitja Peruš. 
Vodi ga Toma Strle. 